# Aborto en Morelos
La Interrupción Legal del Embarazo (ILE) en Morelos refiere al estatus legal que tiene en ese estado mexicano, donde el aborto inducido está despenalizado de facto, desde septiembre de 2021 y 2023 por las acciones de inconstitucionalidad AI 148/2017, AI 106/2018, AI 107/2018 y AI 54/2018; y el amparo en revisión AR 267/2023 de la Suprema Corte de Justicia de la Nación (SCJN),a petición de cualquier mujer o persona gestante en la entidad sin especificar claramente el límite máximo del embarazo; además de las causales de violación, peligro de muerte y daño a la salud.
Morelos es una de las entidades federativas de México que aún no armoniza su legislación local acorde a esta reforma. Su Código Penal aún mantiene restricciones totales al aborto electivo. El 29 de octubre del 2024, el Juzgado Noveno de Distrito de Morelos determinó que los artículos que prohíben de manera absoluta la interrupción voluntaria del embarazo son inconstitucionales, de manera que el Congreso debe acatar la determinación.

## Marco normativo actual
|  |  |
|  |  |

Como resultado de una reforma realizada en el año 2020, durante el gobierno del Partido Acción Nacional (PAN), la Constitución Política del Estado de Morelos declara la protección de la vida desde la concepción en el Artículo 1 Bis:
En el Estado de Morelos se reconoce que todo ser humano tiene derecho a la protección jurídica de su vida, desde el momento mismo de la concepción, y asegura a todos sus habitantes, el goce de los Derechos Humanos, contenidas en la Constitución Política de los Estados Unidos Mexicanos y en la presente Constitución y, acorde con su tradición libertaria, declara de interés público la aplicación de los artículos 27 y 123, de la Constitución Fundamental de la República y su legislación derivada. 

### Ley de Salud
La Ley de Salud del Estado declara, en el artículo 12 Bis, que el personal médico y de enfermería que forma parte del Sistema Estatal de Salud podrá ejercer la objeción de conciencia para excusarse de prestar servicios establecidos en esa ley. Entre los casos donde aplica esta excepción son la ortotanasia, investigación en seres humanos, la disposición de órganos, tejidos o componentes humanos, el aborto voluntario, la eugenesia o perfeccionamiento genético del ser humano, y en general todo procedimiento que no esté basado en evidencia y signifique un riesgo para la vida e integridad del paciente. Además, en su artículo 204, establece que está prohibido el uso, para cualquier finalidad, de embriones, fetos, tejidos embrionarios o fetales producto del aborto. 

### Regulación penal[6]
| Artículo  | Concepto                                                         | Descripción |
| --------- | ---------------------------------------------------------------- | --- |
| 115       | Definición                                                       | La muerte del producto de la concepción en cualquier momento del embarazo |
| 115       | Sanciones por asistir en un aborto                               | I. 1 a 5 años de prisión y de 20 a 200 días multa si se obra con el consentimiento de la mujer embarazada. II. 3 a 8 años de prisión y de 40 a 400 días multa si se obra sin el consentimiento de la mujer embarazada. III. 6 a 8 años de prisión si hay uso de violencia física o moral |
| 115 y 116 | Sanciones por asistir en un aborto y ser profesional de la salud | Además de las sanciones correspondientes a los dos artículos anteriores, suspensión del ejercicio de su profesión hasta por dos terceras partes de la pena impuesta. En caso de uso de violencia física o moral, se cancela su cédula profesional. El artículo 116 establece suspensión de 2 a 5 años en el ejercicio de su profesión. |
| 117       | Sanciones por aborto consentido                                  | 1 a 5 años de prisión y de 20 a 200 días multa a la mujer que voluntariamente procure su aborto o consienta en que otros la hagan abortar. Puede sustituirse la sanción por tratamiento médico o psicológico en caso de que se solicite. |
| 118       | Penalidad del delito                                             | El delito del aborto solamente se sancionará cuando se haya consumido. |
| 119       | Causales del aborto legal                                        | No es punible cuando 1) es causado por culpa de la mujer embarazada, 2) cuando el embarazo sea consecuencia de una violación, 3) cuando hay peligro de muerte para la mujer embarazada, a juicio del médico que la asista; 4) cuando se diagnostiquen alteraciones congénitas o genéticas del producto que puedan causar daños físicos o mentales graves, con el consentimiento de la mujer; 5) cuando el embarazo sea resultado de la inseminación artificial realizada sin consentimiento de la mujer. |

## Iniciativas de despenalización
Desde 2019, la Red por los Derechos de la Mujer Marea Verde exige al Congreso de Morelos la despenalización del aborto, citando el caso de Oaxaca como ejemplo donde se completó el esquema legal. En marzo de 2020, los colectivos Marea Verde Morelos presentaron observaciones al dictamen para las reformas de aborto propuestas por legisladores, y las iniciativas para reformar la Constitución y la Ley de Salud no se aprueban por falta de votos suficientes.
En 2023, 48 mujeres morelenses consiguieron un amparo en el que un juez declara inconstitucional la tipificación del delito de aborto en el código penal. Ese mismo año, la diputada de Morena Edi Margarita Soriano presentó un dictamen para aprobar la despenalización del aborto, la cual contó con 11 votos a favor, 5 en contra y el resto de los diputados salieron del Pleno durante la sesión.
El 9 de octubre del 2024, la Comisión de Derechos Humanos de Morelos (CDHM) entregó, por tercera vez, una iniciativa para reformar el código penal y la Ley de Salud del estado para garantizar la interrupción voluntaria del embarazo de niñas, adolescentes, mujeres y personas gestantes de Morelos. Al día siguiente, la gobernadora Margarita González Saravia, de Morena, se declaró a favor de que el Congreso de Morelos legisle a favor de la despenalización. El 29 de octubre, el Juzgado Noveno de Distrito de Morelos determinó que los artículos que prohiben de manera absoluta la interrupción voluntaria del embarazo son inconstitucionales.

## Datos

### Estadísticas
Hasta la fecha y al igual que las otras entidades, a excepción de la CDMX, tanto la secretaría de salud como los servicios de salud del estado (SSM) aún no pública, de manera accesible y constante, información sobre el número de procedimientos (totales, por año o por unidad de atención), sobre las usuarias o los usuarios (procedencia, edad, nivel educativo, estado civil, ocupación, número de hijos o semanas de gestación) o sobre el tipo de procedimiento.

### Unidades, procedimientos y requisitos
Hasta la fecha y al igual que las otras entidades, a excepción de la CDMX, tanto la secretaría de salud como los servicios de salud del estado (SSM) aún no ha facilitado la información sobre procedimientos, requisitos o unidades de atención.
Según el Directorio de Servicios de Aborto Seguro, programa federal a cargo del Centro Nacional de Equidad de Género y Salud Reproductiva (CNEGSR), existen 4 unidades (hospitales o clínicas) pertenecientes al sistema de salud local para atender los casos, los cuales son:
- Hospital General "Dr. Mauro Belaunzarán Tapia", ubicado en la colonia Miguel Hidalgo de la ciudad de Cuautla.
- Hospital General "Dr. Ernesto Meana San Román", ubicado en la colonia Centro, El Paraiso de la ciudad de Jojutla.
- Hospital General "Enf. Ma. de la Luz Delgado Morales", ubicado en la colonia Rubén Jaramillo de la ciudad de Temixco.
- Hospital General "Rodolfo Becerril de la Paz", ubicado en la colonia El Charco de la ciudad de Tetecala.

Y 2 unidades (hospitales o clínicas) del ISSSTE, los cuales son:
- Hospital Regional de Alta Especialidad "Centenario de la Revolución Méxicana", ubicado en la colonia Palo Escrito del municipio de Emiliano Zapata.
- Clínica Médico Familiar Cuernavaca, ubicado en la colonia Fovissste Morelos de la ciudad de Cuernavaca.

No se registra aún la instalación de otras clínicas privadas en las principales ciudades de la entidad.
Como indica la guía federal del Lineamiento Técnico para la atención del Aborto Seguro en México (siguiendo los estándares de la Organización Mundial de la Salud), en la actualidad, el legrado uterino instrumental se considera obsoleto, nocivo y está totalmente desaconsejado. En su lugar, los protocolos federales sugieren dos abordajes para interrumpir embarazos de manera segura y de calidad, siempre y cuando se realicen bajo las condiciones médicas correctas y en un contexto de legalidad:
- Aborto farmacológico, con el uso de mifepristona y misoprostol por diferentes vías (vestibular, vaginal o sublingual) ya sea combinado (ambas sustancias) o de manera individual (misoprostol únicamente). Ambos medicamentos provocan dilatación del cérvix y contracciones uterinas que contribuyen a la expulsión de su contenido. La dosis y vía de administración del tratamiento depende de las semanas de gestación o del antecedente de cirugías uterinas previas. Se considera no invasivo por lo que no necesita de un antibiótico profiláctico (previo a la intervención). En el régimen combinado (comparado con el individual) el tiempo para la resolución del aborto es menor (en horas o días) y suele haber menos molestias posteriores. Su éxito terapéutico podría disminuir conforme aumenta la edad gestacional. Antes de la semana 10, el procedimiento puede realizarse total o parcialmente autogestionado y con una asesoría o vigilancia mínima (ya sea por prestador/a de servicios de salud o por colectiva de acompañamiento). En cambio, entre la semana 10 y 12 se requiere mayor seguimiento y vigilancia por el personal especializado. Está contraindicado en presencia de inestabilidad hemodinámica y sepsis.
- Aborto quirúrgico, a través de la succión del producto con la ayuda de instrumentación médica de operación manual o eléctrica (como cánulas, tubos o bombas). Sí precisa de antibiótico profiláctico (previo a la intervención), así como de bloqueo paracervical y analgésicos. Las molestias posteriores serían mínimas y la resolución del aborto es inmediata. También es conocido como aspiración endouterina y es la primera elección cuando hay presencia de inestabilidad hemodinámica y sepsis.

Al tratarse de procedimientos médicos, se tiene la posibilidad de presentar pequeñas molestias que pueden controlarse satisfactoriamente si se toman las medidas preventivas y se sigue fielmente las recomendaciones del personal especializado. Estas pueden ser dolor cólico y sangrado transvaginal, ligeramente mayor a lo experimentado en una menstruación. La intensidad de lo anterior disminuirá de manera progresiva, aunque podría continuar en menor cantidad y de manera esporádica durante las primeras 4 a 6 semanas. También se puede experimentar algo de fiebre en las primeras 24 horas, la cual cederá con la ingesta de antipiréticos. Así mismo, para evitar el riesgo de infección, se deberán tomar medidas de higiene vaginal y no se recomienda tener relaciones sexuales en un periodo aproximado de dos semanas.
Igualmente, existe una pequeña posibilidad, y bastante infrecuente, de experimentar algunos riesgos. De esta manera, la o el paciente deberá buscar atención médica inmediata ante los siguientes datos de alarma: ausencia de sangrado o cantidad mínima de este (sobre todo entre las primeras 4 a 6 horas posteriores ya que puede indicar fallo en el procedimiento o un embarazo ectópico), un sangrado persistente y progresivo (que empape más de dos toallas higiénicas por hora durante dos horas consecutivas), secreción fétida, debilidad, mareo, reacciones alérgicas a algún medicamento (como exantemas o edemas faciales o bucales), así como fiebre o malestar general después de las primeras 24 horas.
En el primer trimestre, los procedimientos siempre deberían ser ambulatorios, por lo que pueden realizarse en cualquier unidad de primer nivel (centros de salud o clínicas familiares). En el segundo trimestre se requeriría de atención intrahospitalaria, por lo que pueden realizarse en cualquier unidad de segundo nivel (hospitales generales o regionales).
Así mismo, el Lineamiento Técnico para la atención del Aborto Seguro en México hace hincapié en dos leyes federales fundamentales: la NOM-046-SSA2-2005 y la Ley General de Víctimas (LGV). Estas dos últimas normatividades señalan que para acceder a la Interrupción Voluntaria del Embarazo (en caso de violación) no se necesita presentar denuncia previa ante el Ministerio Público o contar con la autorización de éste. Debido al principio de buena fe, el único requisito es una solicitud por escrito bajo protesta de decir la verdad, en la que se manifiesta que dicho embarazo es producto de una violación. El personal de los servicios de salud no está obligado a verificar el dicho de las y los solicitantes. Las personas menores de 12 años requieren autorización de madre, padre, tutor o representante legal. En cambio, las y los menores de edad, pero mayores de 12 años ya no necesitan de aquel permiso (pueden tomar la decisión de manera autónoma). Finalmente, ni la LGV ni la NOM-046-SSA2-2005 establecen límites gestacionales para hacer valer el derecho al aborto cuando existe una agresión sexual. La misma SCJN ha emitido sentencias que validan todo lo anterior (amparos en revisión AR-601/2017, AR-1170/2017, AR-438/2020 y AR-438/2020; controversias constitucionales CC 53/2016 y CC 45/2016).
Finalmente y posterior a la consejería, las y los pacientes tendrían que llenar y firmar formatos sobre el consentimiento informado pues representa el principal instrumento jurídico y ético para que la persona sea dueña efectiva de sus decisiones, como corresponde a su dignidad y autonomía. A través de este documento, las personas usuarias del servicio otorgarán o no su autorización para cada uno de los procedimientos (como la modalidad de abordaje o el método anticonceptivo posterior), las posibles alternativas o los probables riesgos. Así mismo, las y los pacientes tienen el derecho y facultad de poder revocarlo si así lo quieren. En caso de personas con discapacidad transitoria o permanente, el consentimiento informado debería ser suscrito por el familiar más cercano o el tutor / representante legal. En casos extremos, cuando no exista acompañante y la persona usuaria cuenta con una discapacidad, el personal médico (previa valoración y con el acuerdo de por lo menos dos profesionales) podrían otorgar el consentimiento informado.